# Testimone oculare (film 1958)
Testimone oculare (Girl on the Run) è un film per la televisione del 1958 diretto da Richard L. Bare.
È un film drammatico statunitense a sfondo investigativo con Efrem Zimbalist Jr. nel ruolo del detective Stuart Bailey. Dal lungometraggio fu poi tratta la serie televisiva Indirizzo permanente (1958-1964). È basato sui personaggi dei romanzi dello scrittore Roy Huggins.

## Produzione
Il film, diretto da Richard L. Bare su una sceneggiatura di Marion Hargrove con il soggetto di Roy Huggins, fu prodotto dallo stesso Huggins per la Warner Bros. Television.

## Distribuzione
Il film fu trasmesso negli Stati Uniti nel 1958 con il titolo Girl on the Run sulla rete televisiva ABC. Fu poi distribuito nei cinema in diversi paesi.
Altre distribuzioni:
- in Svezia il 23 marzo 1959 (Mordvittne på flykt)
- in Finlandia il 25 settembre 1959 (Todistaja katoaa)
- in Germania Ovest (Die Augenzeugin)
- in Francia (Le témoin dangereux)
- in Brasile (Uma Vida em Perigo)
- in Italia (Testimone oculare)